# Phryganea elegantula
Phryganea elegantula is een fossiele soort schietmot uit de familie Phryganeidae.